# Yangpang
Yangpang (nep. याङपाङ) – gaun wikas samiti we wschodniej części Nepalu w strefie Kośi w dystrykcie Bhojpur. Według nepalskiego spisu powszechnego z 2001 roku liczył on 634 gospodarstw domowych i 3446 mieszkańców (1787 kobiet i 1659 mężczyzn).